# Eberhard Leibnitz
Eberhard Leibnitz (* 31. Januar 1910 in Hannover-Hainholz; † 24. Januar 1986 in Berlin) war ein deutscher Chemiker. Er war von 1955 bis 1958 Rektor der Technischen Hochschule für Chemie Leuna-Merseburg.

## Leben
Eberhard Leibnitz studierte nach seinem Schulabschluss in Berlin-Friedrichshagen  von 1928 bis 1932 Chemie an der damaligen Technischen Hochschule Berlin. 1933 wurde er mit einer Arbeit „Zur Frage der Entstehung der Kohlen“ an dieser Hochschule zum Dr.-Ing. promoviert und arbeitete anschließend dort als Ingenieur. 1935–1937 war er Privatassistent von Leo Ubbelohde. 1937 wurde er wegen eines jüdischen Großvaters fristlos entlassen. Von 1938 bis 1945 war er als Chemiker in der Lackfabrik Hermann Frenkel in Leipzig-Mölkau tätig.
Nach dem Ende des Zweiten Weltkriegs arbeitet er bis 1947 in einem Büro der Sowjetischen Militäradministration in Deutschland. 1947–1948 war er Treuhänder der Leipziger Lackfabrik Springer & Möller AG. Ab 1. Juli 1948 war er technischer Direktor der in Leipzig ansässigen und bis zu ihrer Auflösung im April 1952 existierenden VVB Lacke und Farben sowie der VVB PLASTA.
Ab 1951 war er kommissarischer Leiter und später Professor mit Lehrstuhl des Instituts für Chemische Technologie der Universität Leipzig. 1953 wurde er Leiter des Instituts für organisch-chemische Industrie der Hauptverwaltung Chemie des Staatssekretariats für Chemie. Er war Mitglied im Wissenschaftlichen Rat für die friedliche Anwendung der Atomenergie beim Ministerrat der DDR.
1955 wurde er zum Professor für organisch-chemische Technologie sowie zum Rektor der Technischen Hochschule für Chemie Leuna-Merseburg berufen als Nachfolger des Gründungsrektors Herbert Dallmann. Dieses Amt hatte er bis 1958 inne, sein Nachfolger wurde Heinz Schmellenmeier.
Im Jahre 1956 wurde er zugleich auch Direktor des Leipziger Instituts für Verfahrenstechnik der organischen Chemie, das ab 1958 zur Deutschen Akademie der Wissenschaften (DAW) gehörte.
1961–1964 war er Direktor des Instituts für Dokumentation der DAW in Berlin. Anschließend wurde er Direktor der wissenschaftlichen Redaktion der Zentralblätter der Forschungseinrichtungen der DAW sowie Stellvertreter des Vorsitzenden der Forschungsgemeinschaft der naturwissenschaftlichen, technischen und medizinischen Institute der DAW für den Fachbereich Chemie. 1970 übernahm er die Leitung des Forschungsbereiches Chemie und war Mitglied der Präsidiums der Akademie. 1975 wurde er emeritiert.
Von 1971 bis 1986 war Eberhard Leibnitz ehrenamtlicher Präsident der Gesellschaft zur Verbreitung wissenschaftlicher Kenntnisse URANIA. Leiter des Nationalen Komitees der Pugwash-Bewegung in der DDR war er von 1972 bis 1986.

## Ehrungen und Auszeichnungen
Seit 1953 war er ordentliches Mitglied der Akademie der Wissenschaften der DDR.
1959 erhielt er den Nationalpreis der DDR II. Klasse. 1956 wurde er mit dem Vaterländischen Verdienstorden in Silber und 1974 in Gold ausgezeichnet. Den Orden Banner der Arbeit erhielt er 1962 und 1970 sowie die Ehrentitel Hervorragender Wissenschaftler des Volkes 1980 und Held der Arbeit 1985.
Eberhard Leibnitz wurde 1960 Ehrendoktor der Technischen Hochschule „Carl Schorlemmer“ Leuna-Merseburg und 1984 der Universität Leipzig.